# ¿Te lo vas a comer?
¿Te lo vas a comer? és un programa de televisió espanyol produït per Cuarzo Producciones i emès en La Sexta des del 17 d'octubre de 2018. En ell, el xef Alberto Chicote s'encarrega d'investigar assumptes d'alimentació i consum als quals la gent del carrer no pot accedir.

## Format
¿Te lo vas a comer? és un programa de recerca en el qual, a través de reportatges, surten a la llum fraus alimentaris desconeguts per a la majoria de la població. A més, compta amb el testimoniatge de persones que coneixen de primera mà els casos que s'investiguen.

## Episodis i audiències

### Temporada 1
| Núm. | Títol                              | Data d'emissió         | Audiència         |
| ---- | ---------------------------------- | ---------------------- | ----------------- |
| 1    | La comida de nuestros mayores      | 17 d'octubre de 2018   | 2 208 000 (14,6%) |
| 2    | Atún rojo ilegal                   | 24 d'octubre de 2018   | 1 741 000 (11,4%) |
| 3    | El negocio de la comida ilegal     | 31 d'octubre de 2018   | 1 641 000 (11,2%) |
| 4    | La comida en los hospitales        | 7 de novembre de 2018  | 2 053 000 (13,4%) |
| 5    | La comida en las fiestas populares | 14 de novembre de 2018 | 1 790 000 (11,7%) |
| 6    | Fraude en el pescado               | 21 de novembre de 2018 | 2 034 000 (13,3%) |

### Temporada 2
| Núm. | Títol                                                 | Data d'emissió      | Audiència        |
| ---- | ----------------------------------------------------- | ------------------- | ---------------- |
| 7    | La alimentación en los colegios de educación especial | 15 de maig de 2019  | 1 284 000 (8,6%) |
| 8    | La comida de nuestros militares                       | 22 de maig de 2019  | 1 479 000 (9,2%) |
| 9    | El negocio de la comida de nuestros mayores           | 29 de maig de 2019  | 1 168 000 (7,4%) |
| 10   | Comedores escolares                                   | 5 de juny de 2019   | 1 253 000 (8,0%) |
| 11   | Residencias universitarias                            | 12 de juny de 2019  | 1 276 000 (7,9%) |
| 12   | Marisco ilegal                                        | 19 de juny de 2019  | 1 207 000 (7,9%) |
| 13   | La comida de nuestros deportistas                     | 26 de juny de 2019  | 941 000 (6,5%)   |
| 14   | Comida para turistas                                  | 3 de juliol de 2019 | 1 320 000 (9,8%) |

## Audiència mitjana
| Edició                    | Temporada | Programes | Data | Cadena   | Espectadors | Quota |
| ------------------------- | --------- | --------- | ---- | -------- | ----------- | ----- |
| [ 1 ] ¿Te lo vas a comer? | 1         | 6         | 2018 | La Sexta | 1 911 000   | 12,6% |
| [ 2 ] ¿Te lo vas a comer? | 2         | 8         | 2019 | La Sexta | 1 241 000   | 8,2%  |